# Temelucha confluens
Temelucha confluens là một loài tò vò trong họ Ichneumonidae.